# ギュベチ

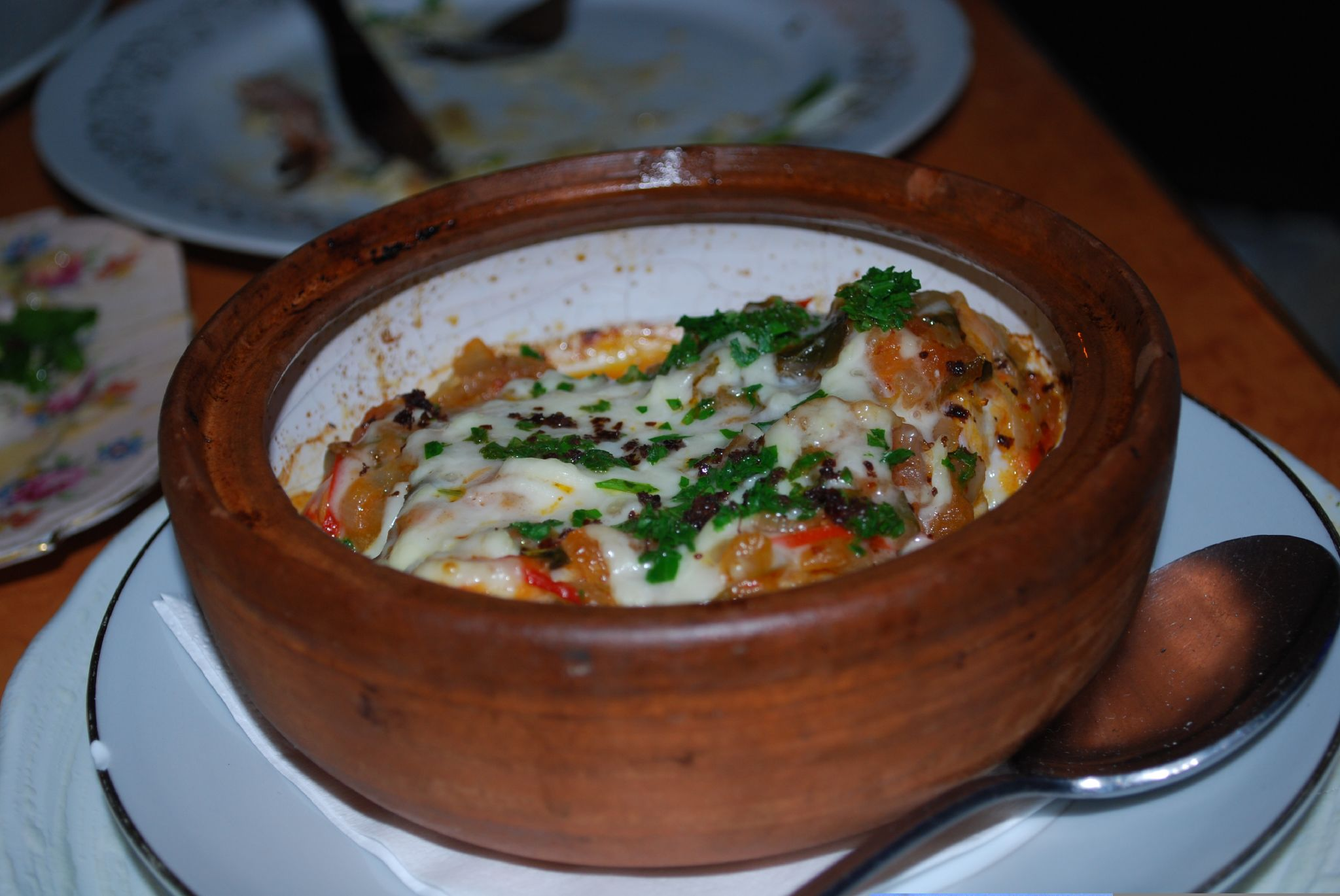
エビのギュベチ

ギュベチ(トルコ語: güveç, [ɡyˈvet͡ʃ];、ブルガリア語: гювеч, [ɟuˈvɛt͡ʃ]、ボスニア語: đuveč, [ɟuˈvɛt͡ʃ]、マケドニア語: ѓувеч, [ˈɟuvɛt͡ʃ]、セルビア語: ђувеч, [ˈd͡ʑuʋɛt͡ʃ]、ルーマニア語: ghiveci, [ɡivet͡ʃ]、ハンガリー語: gyuvecs, [ˈɟuvet͡ʃ])は、トルコ、ボスニア、ルーマニア、ブルガリア、クロアチア、マケドニア、セルビアの料理である。トルコ語ではギュヴェチと呼ばれるが、ブルガリア語、ボスニア語、マケドニア語、セルビア語、ハンガリー語ではジュヴェチ、ルーマニア語ではギヴェチと呼ばれている。ラタトゥイユと似た、オーブンで焼いた肉と野菜のシチューである。肉、オリーブ、トマト、マッシュルーム、タマネギ、ハーブ等が加えられ、焼いたナス、ピーマン、ニンニク、トマト、酢から作るバルカン風ミックスサラダがしばしば添えられる。
肉としては、鶏肉、豚肉、羊肉が用いられることが多いが、牛肉や魚を用いることも肉は使わないこともある。野菜としては、タマネギ、トマト、唐辛子、ズッキーニ、ナス、豆、ジャガイモ、ニンジン等が用いられ、パプリカ、サマーセイボリーやその他様々なハーブで風味付けされる。フライパンかオーブンで調理される。
ギュベチという名前は、トルコ語で「陶器製の鍋」を意味するgüveçという言葉に由来する伝統的なキャセロールđuvečに由来する。